# Fianarantsoa (stad)
Fianarantsoa, ook kortweg 'Fianara' of 'Fianar' genoemd, is een stad (commune urbaine) in het zuiden van centraal Madagaskar. Fianarantsoa is de hoofdstad van de regio (faritra) Haute Matsiatra. Het is met een inwonertal van ongeveer 180.300 (2005) na Antananarivo, Toamasina en Antsirabe de vierde stad van het land.

## Stadsbeeld

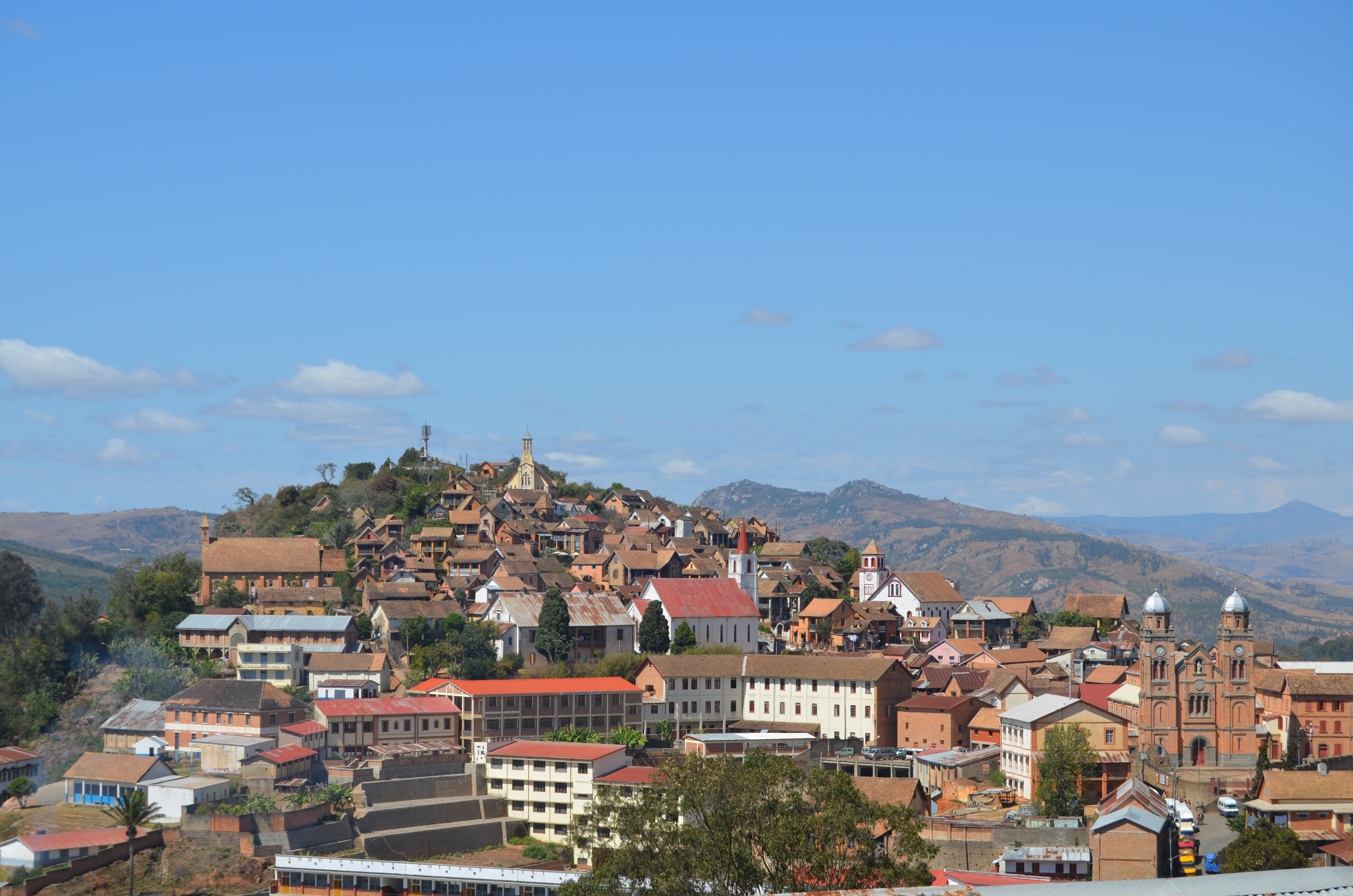
Het oude stadscentrum 'Antanàna Ambony' (Haute-Ville) op de heuvel Ivonea. Rechtsvoor de rooms-katholieke Ambozontany-kathedraal uit 1871.

Fianarantsoa ligt op een hoogte van ongeveer 1100 meter in het Centrale Hoogland (Hauts-Plateaux), te midden van bergen en dalen. Het historische centrum van de stad heet 'Antanàna Ambony' en werd vroeger door de Betsileo Ivœnava ("plaats waar de doden verborgen liggen") genoemd. Het historische centrum ligt op de hellingen (daarom ook wel 'Haute-Ville' genoemd) en van hieruit kan dan ook een goed panorama over de nieuwere delen van de stad worden verkregen, die lager in de valleien liggen ('Basse-Ville'). Dit deel van de stad vormt het best bewaard gebleven ensemble van 19e-eeuwse gebouwen van Madagaskar, waaronder een zestal kerken. Nadat het historische stadscentrum in 2008 als een van de 100 meest bedreigde historische plekken op aarde werd geplaatst door de Amerikaanse NGO World Monuments Fund, is de lokale stichting Heritsialonina begonnen met het restaureren van oude panden in de oude binnenstad.
Het nieuwere Basse-Ville is gelegen rond de volksbuurten Ampasambahaza en Antarandolo. Hier bevinden zich de meeste winkelgebieden en de lokale markten. Ook is hier het treinstation te vinden. De belangrijkste winkelstraat is de Rue Ampasambazaha. Op de heuvel Kianjasoa in het westen van de stad staat een beeld van de maagd Maria met het kindje Jezus.
Het hoge en lage deel van de stad worden verbonden door het stadsdeel dat ook wel 'Nouvelle-Ville' ("nieuwe stad") wordt genoemd en gelegen is rond de buurten Ambalapaiso en Anjoma. In Anjoma wordt wekelijks de Zomamarkt (= vrijdagmarkt) gehouden. In de Nouvelle-Ville bevinden zich veel moderne gebouwen, zoals het stadhuis en enkele banken. Er is hier ook nog veel koloniale architectuur zichtbaar. De bovenstad is vanuit de Nouvelle-Ville bereikbaar via de buurt Ambatolahikosoa.

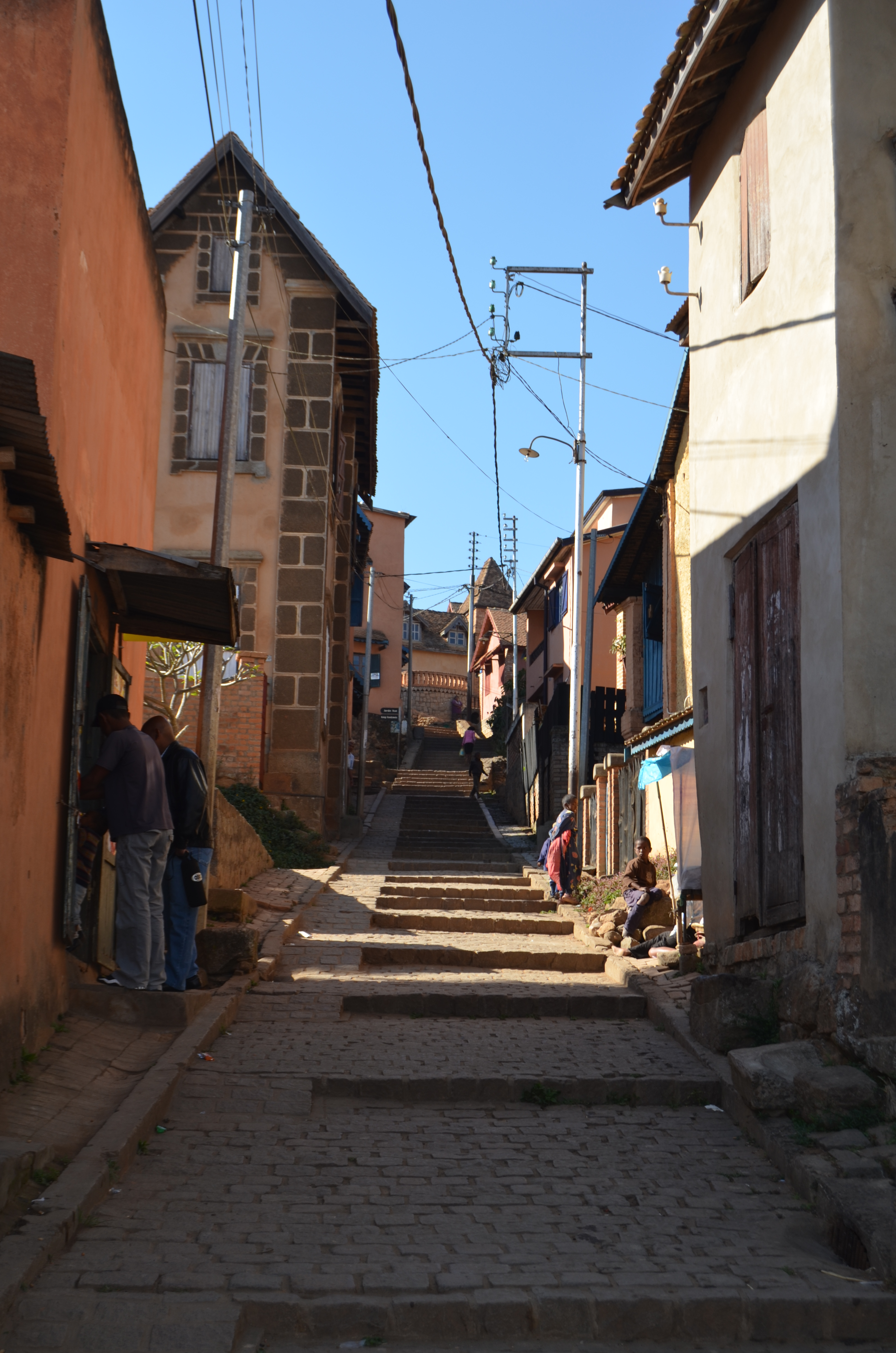
Smalle straatjes in de 19e-eeuwse oude binnenstad
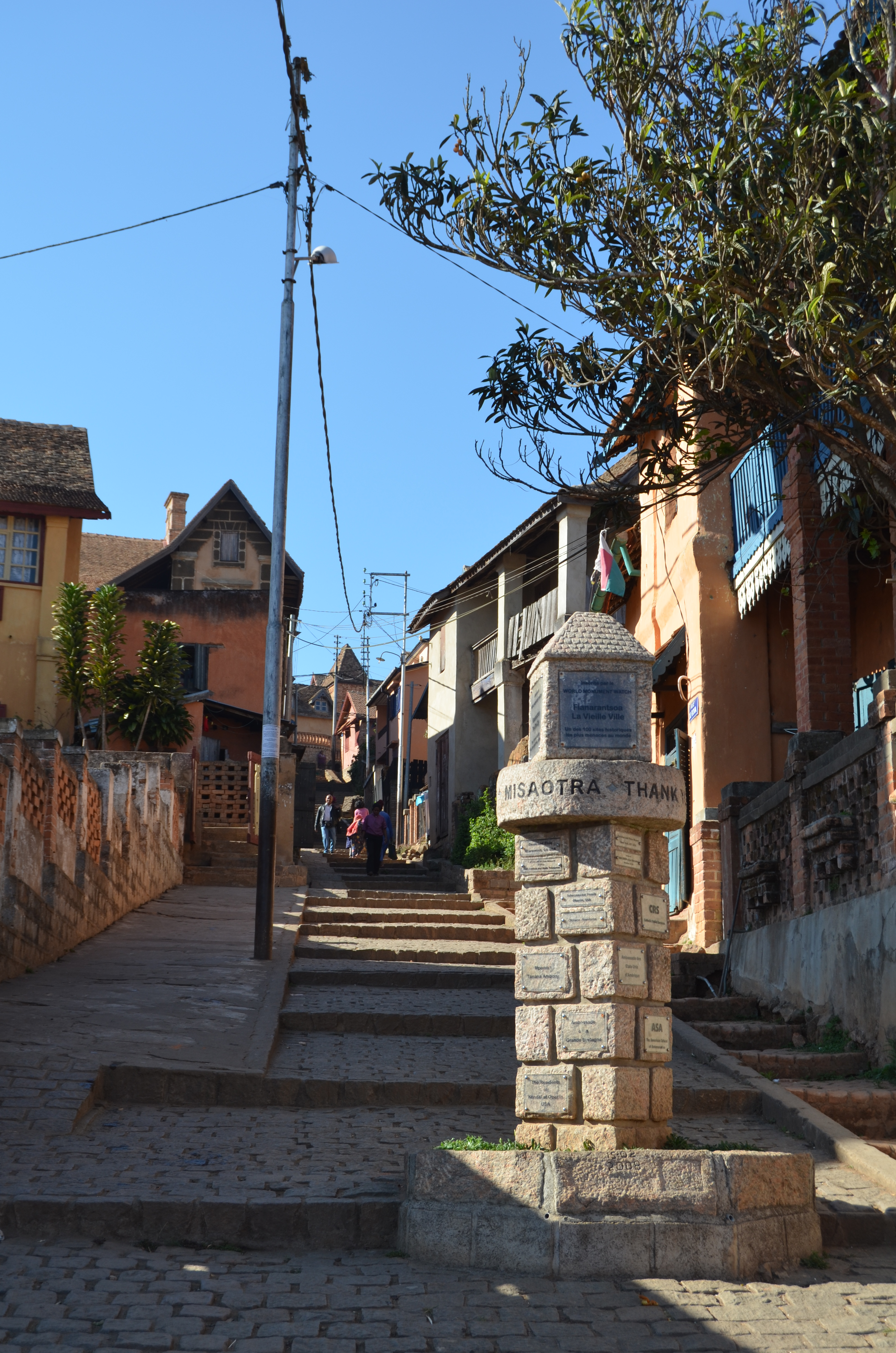
Gedenkteken in het kader van de restauratie door het World Monuments Fund in de oude binnenstad
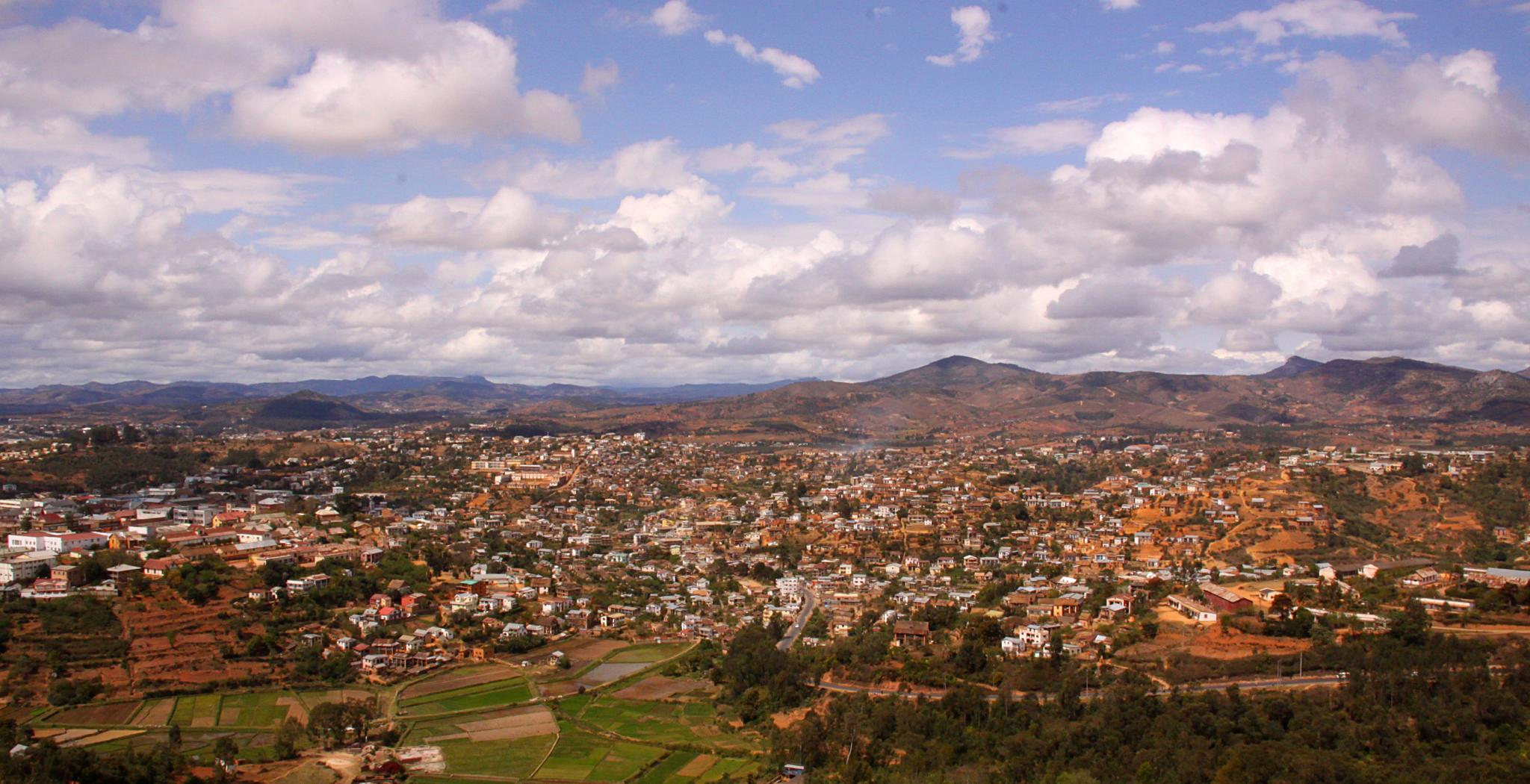
Gezicht op de Basse-Ville vanaf de Haute-Ville.

## Geschiedenis
Het gebied werd in de 18e eeuw bewoond door de Betsileo. In het westen van de stad ligt de heuvel Kianjasoa (1374 meter), die lange tijd door de Betsileo werd gebruikt als versterking tegen aanvallen van de Merina en Tanala. Op de Kianjasoa ligt nu de wijk Ambatolahikosa. De grachten die het vroegere dorp van de Betsileo beschermden zijn nog aanwezig. Rond 1800, toen de plaats niet veel meer was dan een dorp rondom de heuvel Ivonea (1269 meter), werd het gebied echter toch veroverd door Merinakoning Andrianampoinimerina, toen deze het Koninkrijk Imerina steeds verder uitbreidde over het centrale bergland van Madagaskar. In 1830 werd in opdracht van koningin Ranavalona I door gouverneur Rafaralahindrianaly de huidige stad op de heuvel Ivonea gesticht als militair steunpunt tussen de koninklijke hoofdstad Antananarivo en het zuiden. De heuvel werd gekozen omdat deze een goed uitzicht bood op het zuiden, waar zich toen nog rivaliserende stammen bevonden. Als naam van de stad gaf gouverneur Rafaralahindrianaly Fianarantsoa; "de plek waar iets goeds kan worden geleerd" omdat hij de opdracht had gekregen om de lokale bevolking onderwijs en 'goede manieren' te leren zoals in Antananarivo reeds gebruikelijk was. Koningin Ranavalona I liet een houten paleis bouwen op de Ivonea, maar zij en haar opvolgers zouden het nooit bezocht hebben. De gouverneur gebruikte het echter wel als residentie. De Fransen lieten het paleis slopen, waarna er een school werd gebouwd. Van de Merinaperiode resteert alleen nog een steen op een binnenplaats waarop vroeger de terdoodveroordeelden werden onthoofd.
De oude plaats op de berghellingen groeide in de loop der tijd verder uit in de aangrenzende valleien. Fianarantsoa groeide uit tot een van de culturele en wetenschappelijke centra van Madagaskar. Nadat koningin Ranavalona II in 1869 zich tot het christendom bekeerde en vervolgens het verbod ophief op het bouwen van permanente gebouwen, maakte de stad vanaf ongeveer 1870 een grote groei door. Verschillende christelijke missionarisen kozen de stad als uitvalsbasis. In 1870 vestigde de London Missionary Society zich in de stad, in 1871 Franse katholieken en in 1878 Noorse lutheranen. Missionarissen zoals de Fransman Jean Laborde en de Brit James Cameron van de London Missionary Society introduceerden echter ook moderne bouwmaterialen in de stad, zoals bakstenen en tegels. Cameron introduceerde ook de Engelse cottagestijl met de typische balkons, die zichtbaar is in een aantal gebouwen in het oude stadscentrum. Er verrezen in die tijd een groot aantal kerken in de stad, die tegenwoordig de hoogste dichtheid van kerken van het land heeft. Enkele van de eerste protestante en lutheraanse kathedralen van het hele eiland werden hier gebouwd, alsook het eerste (lutheraanse) theologische seminarium (tegenwoordig onderdeel van de Malagassisch Lutheraanse Kerk). Veel van deze gebouwen zijn nog steeds te zien in de stad. In 1913 werd er een katholiek aartsbisdom gevestigd. Om deze reden wordt de oude stad ook wel schertsend het 'Vaticaan van Fianarantsoa' genoemd.
Na de Franse bezetting werd aan westzijde van de Kianjasoa een hippodroom aangelegd en op de top een Madonna met kind geplaatst. Op de plek van het hippodroom werden later echter weer rijstvelden aangelegd. In de jaren 1930 lieten de Fransen door dwangarbeiders een spoorverbinding aanleggen met de havenstad Manakara aan de oostkust. Het station in Fianarantsoa werd geopend in 1936. In 1972 werd de Universiteit van Fianarantsoa opgericht.
Tot 1 oktober 2009 lag Fianarantsoa in de provincie Fianarantsoa. Deze werd echter opgeheven en vervangen door de regio Haute Matsiatra. Tijdens deze wijziging werden alle autonome provincies opgeheven en vervangen door de in totaal 22 regio's van Madagaskar.

## Demografie
| 14.500                                              | 68.054¹ | 109.248¹ | 160.550² |
| ¹ census; ² schatting statistisch bureau Madagaskar |         |          |          |

## Economie
In de jaren 1970 werden met Zwitserse hulp enkele wijngaarden aangelegd ten noordoosten en noordwesten van de stad. In de periode daarop groeide Fianarantsoa uit tot het Malagassische centrum voor de productie van wijn. In de stad bevinden zich vele bedrijven die zich hiermee bezighouden. In het gebied worden rode, witte, gris en roséwijnen geproduceerd met een tamelijk fruitige smaak, die kunnen worden geproefd in een van de vele wijnkelders van de stad. In de omgeving rond de stad worden naast druiven ook onder andere tabak, rijst en koffie verbouwd. De enige theeplantage van Madagaskar werd in de jaren 1970 bij Sambaina aangelegd met planten uit Kenia en heeft een oppervlakte van 350 hectare. Ook zijn er veeteeltbedrijven, zeepziederijen en olieslagerijen rond de stad. De belangrijkste verwerkingsindustrieën van de stad zijn de verwerking van rijst en vlees, de fabricage van bakstenen en de productie van hout. Het Malagassische automerk Karenjy heeft een montagehal in de stad.

## Verkeer en vervoer
De stad ligt aan de nationale weg 7 van Antananarivo (330 km noordelijker) via Antsirabe (200 km noordelijker) en Fianarantsoa naar Toliara (500 km zuidwestelijker).
Vanuit Fianarantsoa loopt de spoorlijn Fianarantsoa-Côte Est naar de havenstad Manakara 163 kilometer verderop aan de oostkust. Op deze spoorlijn rijdt nog een van de vier overgebleven Michelinetreinen uit de jaren 1930.
Ongeveer 3 kilometer ten noordoosten van het stadscentrum ligt de binnenlandse luchthaven Fianarantsoa, waarop wordt gevlogen door Air Madagascar vanaf Antananarivo.

## Klimaat
| Maand                          | jan  | feb  | mrt  | apr  | mei  | jun  | jul  | aug  | sep  | okt  | nov  | dec  | Jaar  |
| ------------------------------ | ---- | ---- | ---- | ---- | ---- | ---- | ---- | ---- | ---- | ---- | ---- | ---- | ----- |
| Hoogste maximum (°C)           | 26,1 | 25,8 | 25,3 | 24,4 | 22,1 | 20,1 | 19,3 | 20,7 | 22,5 | 25,5 | 26,8 | 26,5 | 23,7  |
| Laagste minimum (°C)           | 16,7 | 16,3 | 16   | 14,7 | 12,1 | 10,2 | 9,6  | 9,7  | 10,5 | 12,8 | 14,7 | 15,9 | 13,3  |
|                                |      |      |      |      |      |      |      |      |      |      |      |      |       |
| Neerslag (mm)                  | 275  | 232  | 147  | 49   | 37   | 17   | 20   | 18   | 22   | 47   | 128  | 242  | 1.234 |
| Zonuren (uur/dag)              | 6,1  | 5,8  | 4,3  | 6,3  | 6,1  | 5,8  | 5,6  | 6,5  | 7,2  | 7,9  | 7,7  | 6,4  | 6,3   |
| Regendagen (dag)               | 15   | 14   | 13   | 7    | 5    | 5    | 6    | 6    | 3    | 6    | 11   | 16   | 107   |
| Relatieve luchtvochtigheid (%) | 83   | 84   | 86   | 84   | 83   | 84   | 85   | 82   | 78   | 77   | 79   | 83   | 82,3  |
| Bron: wetterkontor.de          |      |      |      |      |      |      |      |      |      |      |      |      |       |

## Bezienswaardigheden
- De rooms-katholieke Ambozontany-kathedraal (Heilige Naam van Jezuskathedraal), die ook wel het 'Vaticaan van Fianarantsoa' genoemd wordt en opgetrokken is in Toscaanse stijl.
- De gestucte protestante Antranobiriky-kerk uit 1859 is het oudste stenen gebouw van de stad.
- De moskee (La Grande Mosquée) boven op een heuvel.
- Het koloniale stationsgebouw.
- In het Faniahy-museum zijn tentoonstellingen over de tradities en huishoudelijke artikelen van de Betsileocultuur te zien.

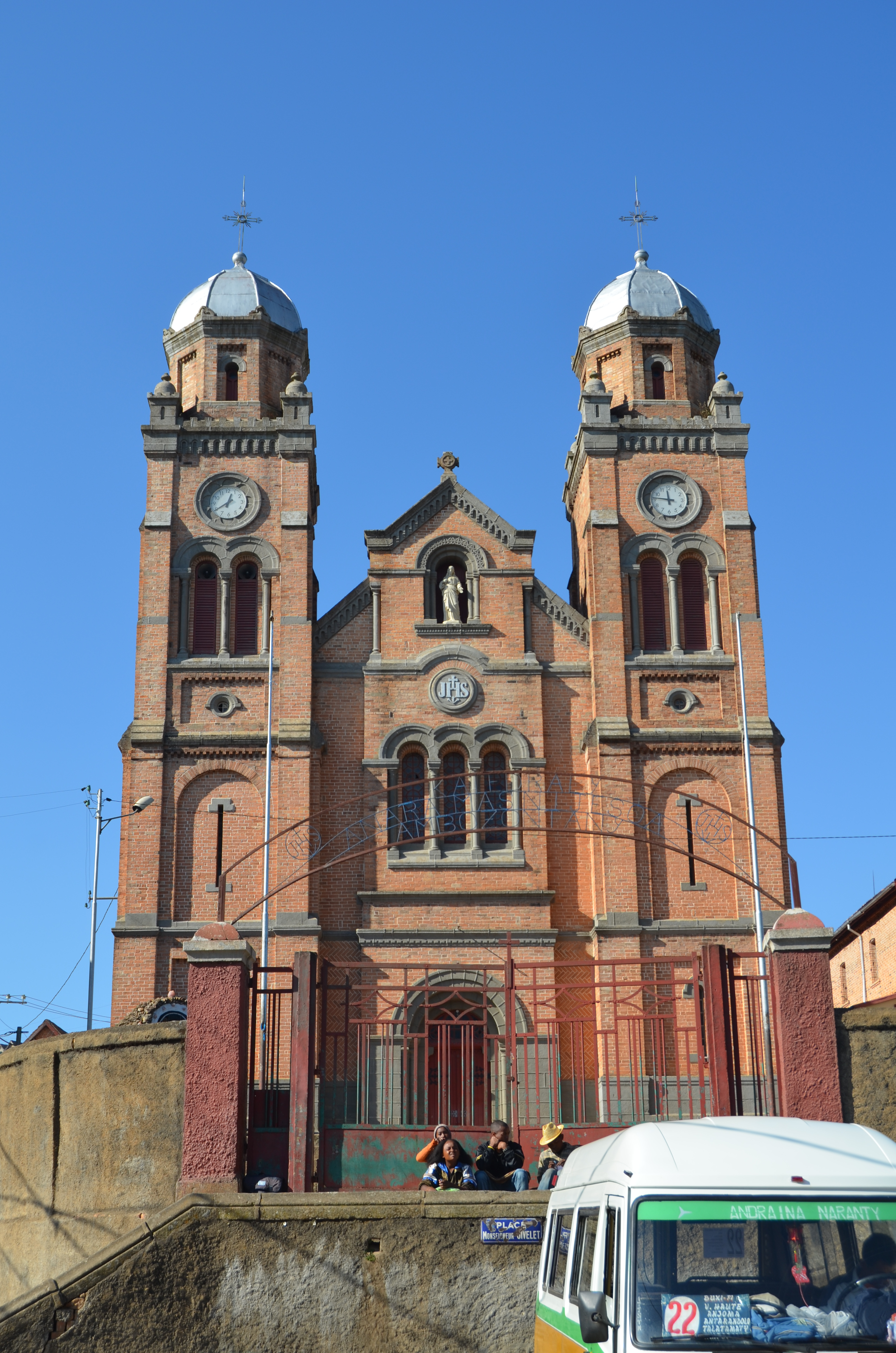
Ambozontany-kathedraal (1871)
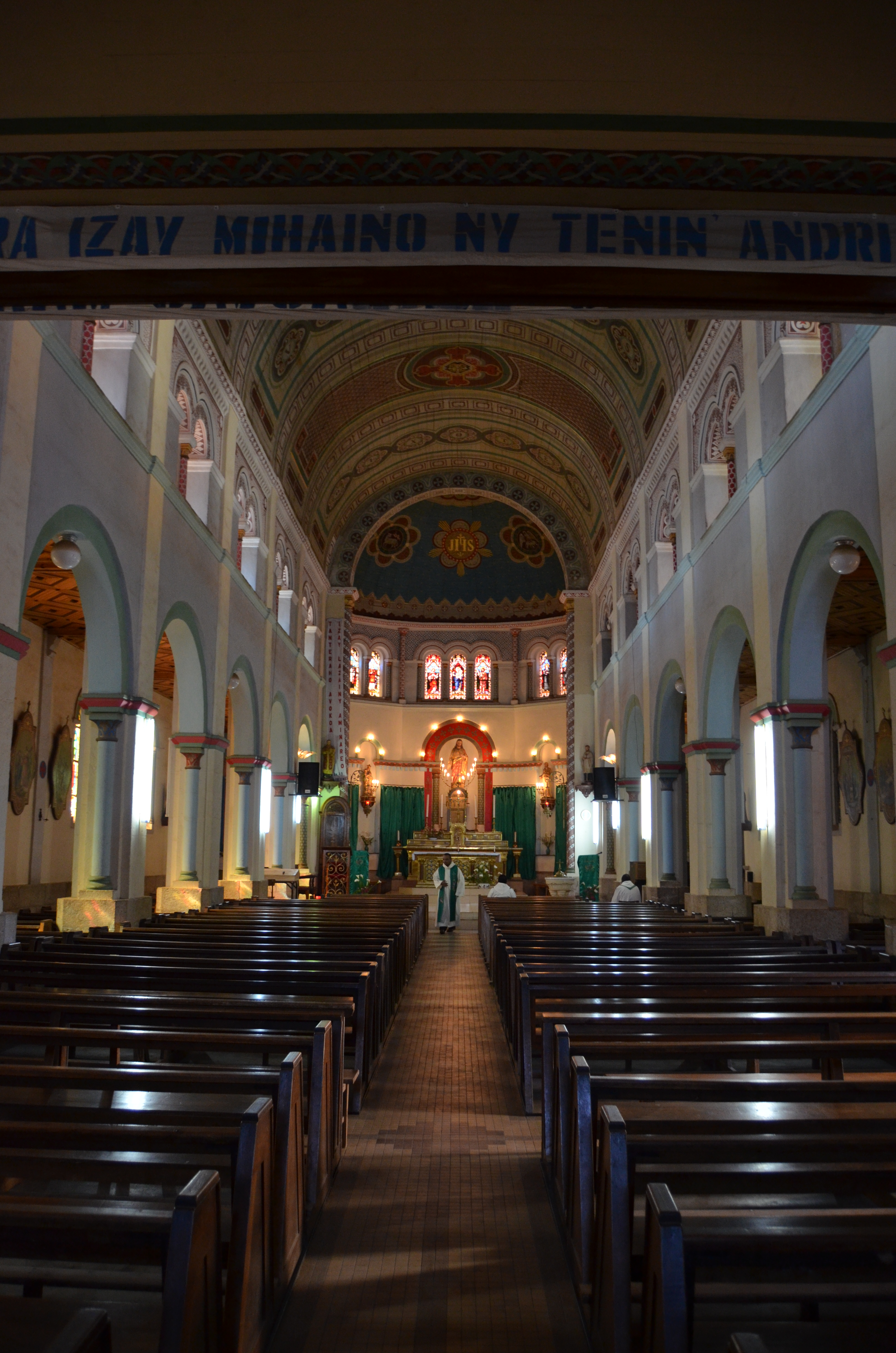
Interieur Ambozontany-kathedraal
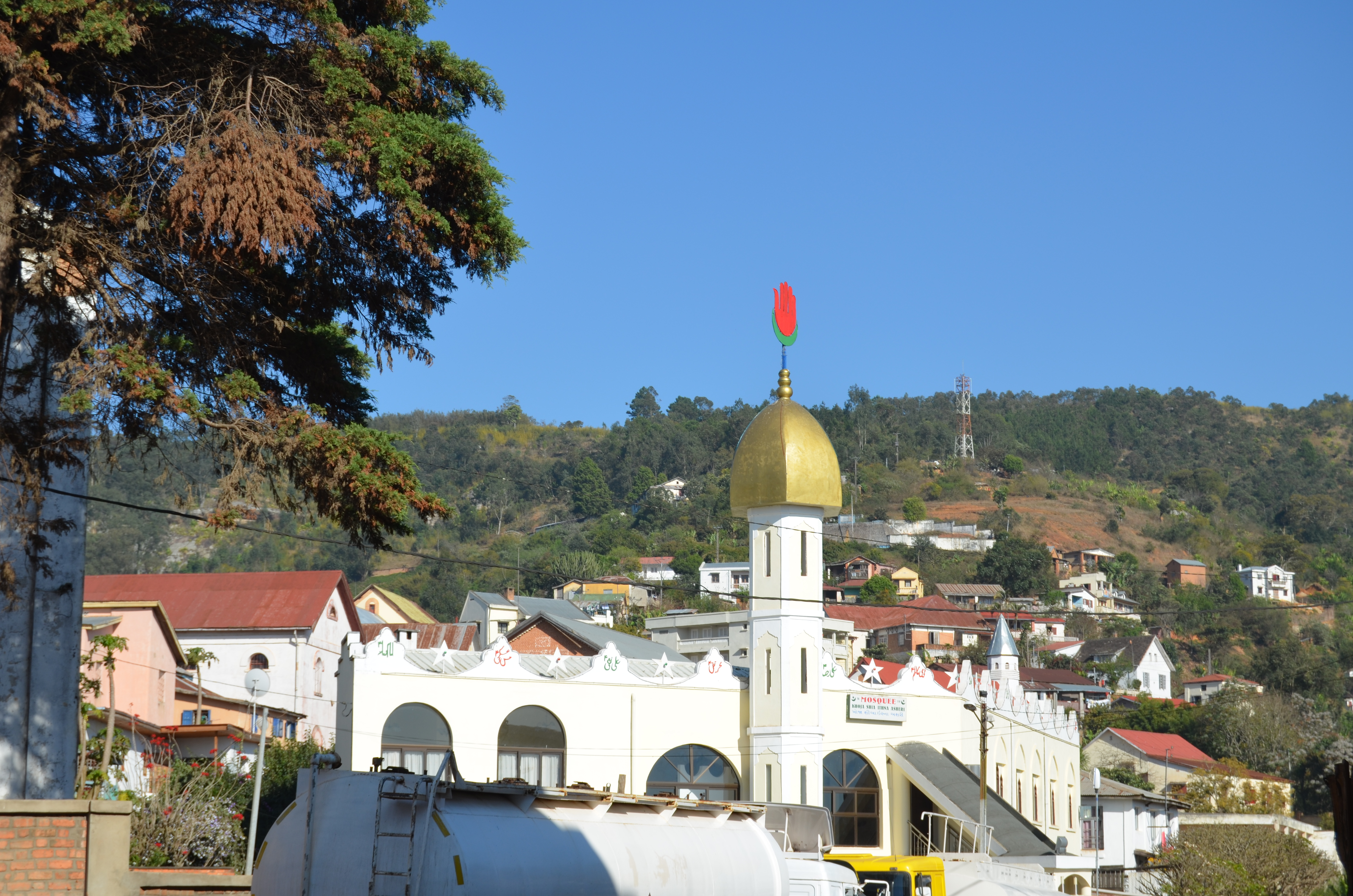
Moskee met het Handje van Fatima als windvaan
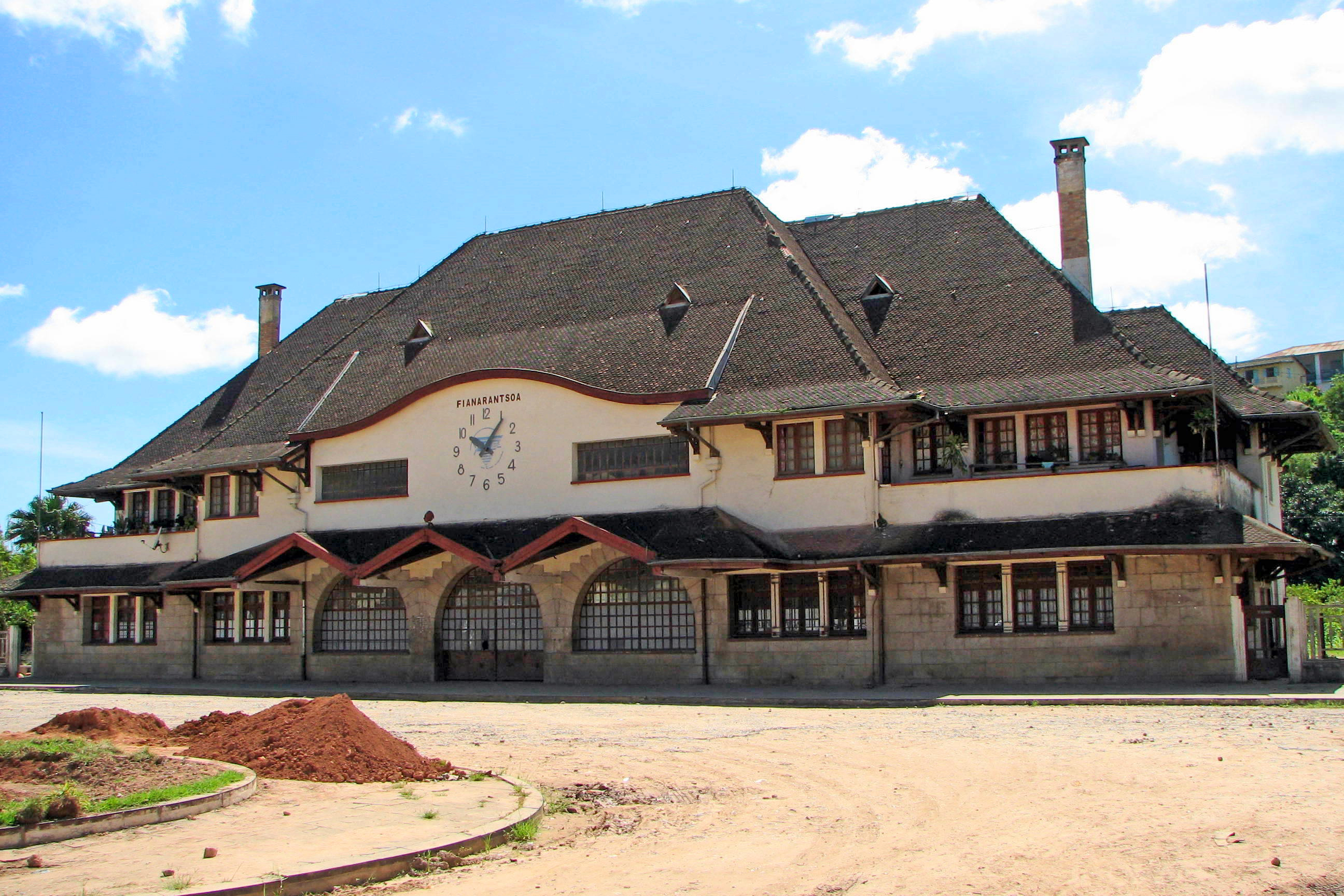
Stationsgebouw (1936)
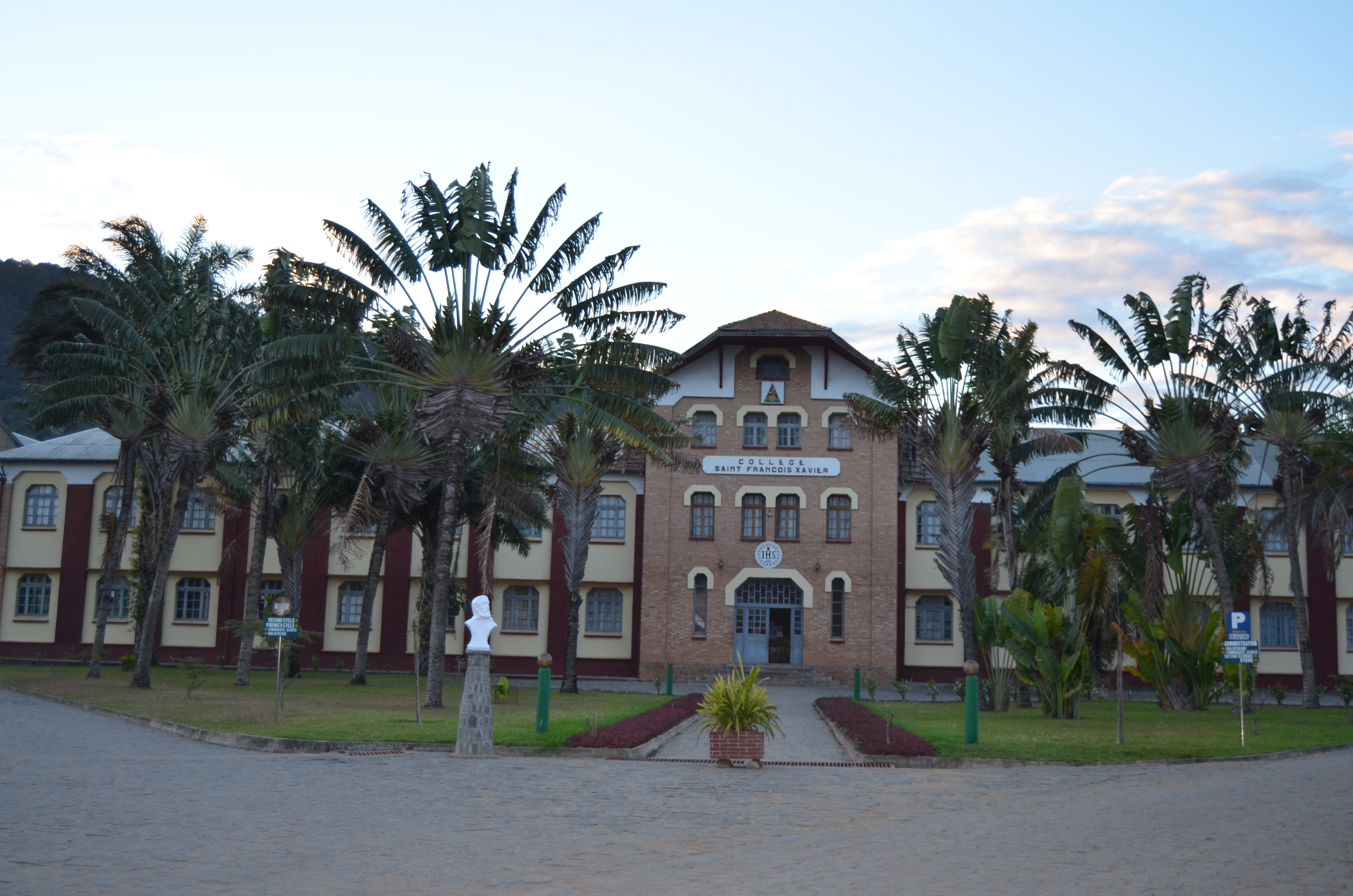
Het jezuïtische Collège Saint François Xavier Fianarantsoa (1952)

## Omgeving
Op 65 kilometer ten noordoosten van de stad ligt het nationaal park Ranomafana, dat onderdeel vormt van het werelderfgoed Regenwouden van de Atsinanana en waar zich onder andere een aantal zeldzame soorten Lemuren bevinden.
Ongeveer 40 kilometer ten westen van het stadscentrum, in het dorpje Soatanana (regio/faritra Fianarantsoa II), werd in de 19e eeuw de apostolisch-christelijke groep 'Mpianatry ny Tompo'/'Disciples du Seigneur' ("Discipelen van de Heer") opgericht, waarvan de leden in witte gewaden gekleed zijn.
- Gemeinsame Normdatei: 7696482-6
- Library of Congress Control Number: n81119740
- Nationale Bibliotheek van Israël: 987007559612505171
- Système universitaire de documentation: 028036190
- Virtual International Authority File: 165456346